# Jean Ybarnégaray
Jean Ybarnégaray (Uhart-Cize, 16 de octubre de 1883-París, 25 de abril de 1956) fue un político francés.

## Biografía
Nació el 16 de octubre de 1883 en Uhart-Cize, departamento de Bajos Pirineos.
Diputado por Bajos Pirineos entre 1914 y 1942, a lo largo de su vida militó en diversos partidos y ligas de derecha como la Ligue des Patriotes, los Jeunesses Patriotes, la Croix de Feu y el Parti Social Français de François de la Rocque.
Fue el primer presidente de la Federación Francesa de Pelota Vasca —constituida en 1921 en Bayona— y de la Federación Internacional de Pelota Vasca —fundada en 1929 en Buenos Aires— además de ministro de Estado entre 10 de mayo y el 16 de junio de 1940 en el gobierno Reynaud y ministro de los Antiguos Combatientes y de la Familia Francesa en el régimen gobernado por Pétain entre el 16 de junio y el 12 de julio de 1940. Fue uno de los parlamentarios que votó a favor de otorgar mayores poderes a Philippe Pétain el 10 de julio de 1940. Juzgado como miembro del régimen de Vichy, la resolución de marzo de 1948 le sentenció a «degradación nacional» (Dégradation nationale), aunque esta fue dejada en suspenso.
Falleció el 25 de abril de 1956 en París.